# Jan Seelen
Jan Seelen (Venlo, 7 oktober 1938 – Tegelen, 2 oktober 2019) was een Nederlands voetballer. De midvoor kwam onder meer uit voor VVV, Ajax en Vitesse. Hij maakte naam als voetballer die de snelste hattrick in de Nederlandse Eredivisie scoorde.

## Loopbaan
Seelen was afkomstig van de Venlosche Boys. Rond 1956 maakte hij de overstap naar plaatsgenoot VVV, dat uitkwam in de Eredivisie. Op 18 mei 1957 debuteerde hij daar in het eerste elftal tijdens een vriendschappelijke wedstrijd tegen het Braziliaanse Bahia (3-2) en scoorde meteen een doelpunt. Hij kwam in deze periode tevens achtereenvolgens uit voor het Nederlands jeugdelftal 16-18 jaar, Jong Oranje en het Nederlands jeugdelftal 18-20 jaar. In de zomer van 1958 werd de op dat moment 19-jarige Seelen voor 40.000 gulden van VVV naar Ajax getransfereerd.
De talentvolle Seelen stond bij Ajax geregeld in de basis. Op 22 maart 1959 scoorde hij in een wedstrijd tegen SHS drie doelpunten in twee minuten tijd (41', 42' en 43'), een record in de Nederlandse Eredivisie. Later in 1959 werd hij geselecteerd voor het Nederlands B-elftal en opnieuw Jong Oranje. In juni 1959 kwam hij uit voor een Amsterdams elftal, dat het in een oefenmatch opnam tegen Real Madrid. Tussen 1960 en 1963 werd Seelen diverse malen geselecteerd voor het Nederlands militair voetbalelftal, dat onder leiding stond van trainer Jan Zwartkruis.
In 1961 verruilde Seelen Ajax voor Vitesse, dat uitkwam in de Eerste divisie en in 1962 degradeerde naar de Tweede divisie. Seelen speelde vier jaar bij Vitesse. In zijn eerste drie seizoenen werd hij clubtopscorer met respectievelijk 13, 16 en 10 doelpunten. In 1965 stopte hij met betaald voetbal en werd gymleraar.
Jan Seelen overleed in 2019 op 80-jarige leeftijd.

## Carrièrestatistieken
| Seizoen         | Club            | Competitie       | Competitie | Competitie | Beker | Beker | Internationaal | Internationaal | Overig | Overig | Totaal | Totaal |
| Seizoen         | Club            | Competitie       | Wed.       | Dlp.       | Wed.  | Dlp.  | Wed.           | Dlp.           | Wed.   | Dlp.   | Wed.   | Dlp.   |
| --------------- | --------------- | ---------------- | ---------- | ---------- | ----- | ----- | -------------- | -------------- | ------ | ------ | ------ | ------ |
| 1956/57         | VVV             | Eredivisie       | 0          | 0          | 0     | 0     | —              | —              | —      | —      | 0      | 0      |
| 1957/58         | VVV             | Eredivisie       | 21         | 6          | 1     | 1     | —              | —              | —      | —      | 22     | 7      |
| 1958/59         | Ajax            | Eredivisie       | 19         | 11         | 4     | 5     | —              | —              | —      | —      | 23     | 16     |
| 1959/60         | Ajax            | Eredivisie       | 5          | 1          | –     | –     | —              | —              | 0      | 0      | 5      | 1      |
| 1960/61         | Ajax            | Eredivisie       | 1          | 1          | 0     | 0     | 1              | 0              | —      | —      | 2      | 1      |
| 1961/62         | Vitesse         | Eerste divisie A | 31         | 13         | 3     | 5     | —              | —              | —      | —      | 34     | 18     |
| 1962/63         | Vitesse         | Tweede divisie A | 28         | 16         | 0     | 0     | —              | —              | —      | —      | 28     | 16     |
| 1963/64         | Vitesse         | Tweede divisie B | 26         | 10         | 1     | 1     | —              | —              | —      | —      | 27     | 11     |
| 1964/65         | Vitesse         | Tweede divisie A | 9          | 1          | 1     | 0     | —              | —              | —      | —      | 10     | 1      |
| Carrière totaal | Carrière totaal | Carrière totaal  | 140        | 59         | 10    | 12    | 1              | 0              | 0      | 0      | 151    | 71     |

## Erelijst
Ajax
| Nationaal     |    |         |
| Landskampioen | 1x | 1959/60 |
| KNVB Beker    | 1x | 1960/61 |